# Clonazépam
Le clonazépam, commercialisé sous la marque Rivotril, est une molécule médicamenteuse de la classe des benzodiazépines, qui, comme l'ensemble de celles-ci, a une action myorelaxante, anxiolytique, sédative, hypnotique, anticonvulsivante et amnésiante.
Son utilisation présente un risque de dépendance élevé et il est souvent détourné de son usage par des toxicomanes,.
En France, l'utilisation du clonazépam est restreinte au traitement des crises d'épilepsie. Il n'est plus prescrit dans un autre cadre en raison d'un risque élevé de dépendance et de mésusage.
Dans certains pays et notamment aux États-Unis, il continue d'être utilisé comme anxiolytique,. Il est également largement prescrit en Belgique.

## Indication
Le clonazépam est utilisé dans le cadre de la prise en charge de l'épilepsie et du syndrome de Lennox-Gastaut. Les posologies dans le traitement de l’épilepsie vont de 0,5 à 20 mg par jour.
Il est également utilisé hors AMM pour traiter certaines douleurs neuropathiques, l’anxiété et les troubles du sommeil. Aux États-Unis et au Canada, il est l’un des médicaments les plus prescrits avec le lorazépam et l’alprazolam pour traiter l’anxiété et les troubles paniques. Les posologies dans le traitement de l’anxiété vont de 0,5 mg à 4 mg par jour, cependant elles peuvent aller jusqu’à 8 à 10 mg en psychiatrie.
Ce produit n'a pas vocation à être utilisé en PSE (pousse-seringue électrique) en raison de son importante demi-vie et du risque de surdosage associé.[réf. nécessaire]
De fortes doses ou un usage prolongé peuvent entraîner une dépendance physique et psychique et un syndrome de sevrage. Une surdose peut entraîner de façon exceptionnelle un coma, si ingéré seul,[réf. non conforme],.

### Conditions de prescription en France
En France, depuis le 2 janvier 2012, le Rivotril (clonazépam) doit être prescrit sur une ordonnance sécurisée pour une durée maximale de douze semaines, l'ordonnance initiale annuelle devant être faite par un spécialiste en neurologie ou en pédiatrie, avec comme seule indication l'épilepsie (ou hors AMM), les renouvellements suivants de l'année pouvant l'être par tout médecin.

#### Prescriptions pendant lapandémie de Covid-19 en France
Depuis le début de la pandémie de Covid-19 en 2020, l'utilisation du Rivotril est explicitée dans le décret 2020-360 du 28 mars 2020. Ce décret, suscitant les vives inquiétudes de proches de résidents en EHPAD, autorise, jusqu'au 15 avril, la dispensation du Rivotril par « les pharmacies d'officine en vue de la prise en charge des patients atteints ou susceptibles d'être atteints par le virus SARS-CoV-2 dont l'état clinique le justifie sur présentation d'une ordonnance médicale portant la mention “ Prescription Hors AMM dans le cadre du covid-19 ” ». Concrètement, il s'est agi d'éviter tout risque de pénurie de midazolam, médicament habituellement utilisé en soins palliatifs.
Certains dénoncent alors ce recours au Rivotril comme l'application d'une euthanasie devenue légale, tel le député UDI Meyer Habib sur les réseaux sociaux. Le syndicat Jeunes Médecins a demandé au Conseil d'État de publier une circulaire pour interpréter ces dispositions ou, à défaut, de suspendre ce dispositif[réf. non conforme], soulignant que cette molécule est contre-indiquée en cas d'insuffisance respiratoire, précisant que « son administration à un patient souffrant du COVID-19 aura pour effet d’atteindre une sédation terminale à domicile entraînant le décès ». En avril, cette requête est rejetée. Le psychologue-clinicien Guillaume Lelong demande si ce décret tente d'assurer une dignité de fin de vie aux personnes âgées, ou bien est-il uniquement logistique, afin de désengorger les hôpitaux ? L'association Alliance VITA souligne la grande efficacité de ce produit, proportionnelle à la dose administrée, exigeant pour le corps médical, une formation spécifique aux soins palliatifs, et une utilisation dans une intention anxiolytique,. Le 18 novembre, l'émission Pièces à conviction recueille des témoignages de soignants révoltés par cette décision,.

En automne 2020, cette utilisation est soulignée dans l'article 53 du décret no 2020-1262 du 16 octobre 2020 « prescrivant les mesures générales nécessaires pour faire face à l'épidémie de covid-19 dans le cadre de l'état d'urgence sanitaire » : 

« Par dérogation à l'article L. 5121-12-1 du code de la santé publique[réf. non conforme], la spécialité pharmaceutique Rivotril sous forme injectable peut faire l'objet d'une dispensation, par les pharmacies d'officine en vue de la prise en charge des patients atteints ou susceptibles d'être atteints par le virus SARS-CoV-2 dont l'état clinique le justifie sur présentation d'une ordonnance médicale portant la mention « Prescription Hors AMM dans le cadre du covid-19 »[réf. non conforme]. »

## Contre-indications
- insuffisance respiratoire aiguë[25]
- syndrome d'apnée du sommeil[25]
- insuffisance hépatique aiguë[25]
- myasthénie[25]

## Pharmacologie
Le pic plasmatique du clonazépam est atteint plutôt lentement (entre 1 et 4 heures,). Sa demi-vie d'élimination se situe entre 30 et 40 heures,,. On estime que 0,5 mg de clonazépam équivalent à 10 mg de diazépam.
Tout comme les nombreux produits apparentés, le clonazépam influence l'action du GABA en renforçant l'activité des récepteurs GABA-A-alpha, activés de manière naturelle par le corps. On parle alors d'un modulateur allostérique positif. Contrairement au barbital, ce produit n'est pas un agoniste de ces récepteurs et ne fait que renforcer leur activité lors de leur activation naturelle (ou bien par le fait d'un autre agoniste, comme l'alcool) ce qui limite quelque peu les risques de surdosage.
Son action longue et progressive lui donne un profil adapté à la nécessité d'une sédation constante. Dans les pays où il est utilisé comme anxiolytique, il est jugé moins propice à l'usage détourné et plus pauvre en effets secondaires que certains produits alternatifs. Sa lente élimination ouvre cependant la voie à une accumulation excessive, lorsque cela n'est pas souhaité dans le cadre du traitement.
Sa commercialisation en France à des doses adaptées à la gestion de l'épilepsie pouvait facilement mener à une consommation excessive, le comprimé sécable de 2 mg étant la benzodiazépine la plus puissante du marché, avec le midazolam injectable. Le produit était donc en inadéquation avec un usage anxiolytique, qui implique plutôt des doses voisines d'1 mg par jour,.

### Effets secondaires
Très fréquents (affectant plus de 10 % des patients)
- somnolence

#### Fréquents (affectant de 1 à 10% des patients[6])
- sensation d'ivresse, maux de tête, fatigue, ralentissement des idées, sensation de faiblesse musculaire, baisse de la libido[25]
- état dépressif, notamment en cas d'antécédent de dépression[25]
- éruption cutanée avec ou sans démangeaisons, troubles digestifs, vision double[25]

#### Plus rares
- réactions paradoxales avec augmentation de l'anxiété, agitation, agressivité, confusion des idées, hallucinations[25]
- amnésie antérograde[25]
- augmentation des transaminases, anomalie de la numération formule sanguine[25]

Une étude récente a mis en exergue le rôle possible de certaines benzodiazépines dans le développement de la maladie d'Alzheimer. Toutefois, leur rôle dans l'apparition de ces symptômes (ou dans le développement de cancers) est infirmé par des études et analyses contradictoires,[réf. non conforme]. Davantage de recherche est nécessaire pour s'exprimer avec aplomb sur le rôle de ces médicaments vis-à-vis des cas de démence ou de certains cancers.

## Usages récréatifs et délits
Le Rivotril est parfois utilisé pour un usage récréatif, où il est connu sous le nom de Madame Courage ou Karkoubi.
Cet usage du Rivotril comme drogue entraîne des trafics d'ordonnances et cambriolages de pharmacies. En France, le 17 mars 2011, la chambre de discipline du Conseil national de l'ordre des pharmaciens a prononcé, à l'encontre d'un pharmacien titulaire, une interdiction définitive d'exercer la pharmacie, notamment pour vente massive de Rivotril,.  

## Histoire
La synthèse initiale de la molécule remonte à 1962, par Leo H. Sternbach et son équipe, des laboratoires de Hoffmann–LaRoche au New Jersey .